# Hatschekia foliolata
Hatschekia foliolata is een eenoogkreeftjessoort uit de familie van de Hatschekiidae. De wetenschappelijke naam van de soort is voor het eerst geldig gepubliceerd in 1950 door Redkar, Rangnekar & Murti.